# Coleusia
Coleusia é um gênero de caranguejos do Indo-Pacífico pertencentes da família Leucosiidae. As seis espécies atualmente reconhecidas foram classificadas anteriormente como membros do gênero Leucosia, mas foram separadas em Coleusia em 2006, com base na fusão dos segmentos 3-5 no abdômen dos machos e no enrolamento axial três vezes do eixo do primeiro pleópode que possui um lobo adornado em sua porção distal e possui um processo apical alongado.

## Espécies
As seguintes espécies estão atualmente incluídas no gênero Coleusia: 
- Coleusia biannulado (Tyndale-Biscoe & George, 1962)
- Coleusia huilianae Promdam, Nabhitabhata & Galil, 2014
- Coleusia magna (Tyndale-Biscoe e George, 1962)
- Coleusia rangita Galil, 2006
- Coleusia signata (Paulson, 1875)
- Coleusia urania (Herbst, 1801)